# James Stuart (rugby à XV)
Pour les articles homonymes, voir James Stuart et Stuart.
Pas d'image ? Cliquez ici

a Compétitions nationales et continentales officielles uniquement.

b Matchs officiels uniquement.
James Diego Miguel Stuart, né le 27 mai 1981 à Buenos Aires, est un joueur de rugby à XV argentin. Il joue en équipe d'Argentine, il évolue au poste de deuxième ligne.  

## Biographie
James Stuart joue en club avec le Club Atlético San Isidro jusqu'en 2010. 
Il honore sa première cape internationale avec l'équipe d'Argentine le 14 juin 2008 contre l'Écosse.

## Statistiques en équipe nationale
- 3 sélections en équipe d'Argentine en 2007
- Sélections par année : 1 en 2007, 2 en 2008